# ترانسباك
ترانسباك (بالفرنسية Transpac) اسم شركة فرنسية ذات رأس مال مختلط عمومي وخاص تم إنشاؤها في 14 ديسمبر 1978 وكانت شركة تابعة لإدارة الاتصالات الفرنسية، ثم شركة الاتصالات العامة الفرنسية فرانس تيليكوم (بالفرنسية France Télécom).
كانت ترانسباك متخصصة في استغلال شبكات الحواسيب التي تحمل نفس الاسم (ترانسباك) بتوفيرالوصول إلى الشبكة للشركات والأفراد سواء مثل:
الدوائر الافتراضية حزمة بروتوكولات X25 ، إما تحويلية أو دائمة لاستبدال الخطوط الخاصة
التواصل باستعمال وضع الأحرف عبر شبكة الهاتف التحويلية لتطبيقات خادم - عميل
تبديل الأطر
ثم خدمات IP
إحتكرت ترانسباك خدمة الوصول لـ حزمة بروتوكولات X25 من سنة 1979 حتى 2006، دون حماية قانونية تخولها ذلك. ومع بروز الإنترنت، تطور نشاطها في نهاية التسعينيات ليشمل توفير خدمات IP تكميلية (شبكات VPN ، والاتصال الهاتفي عبر الـ TOIP IP)، ولكن أيضًا نحو عروض استضافة المواقع.
إندمجت هذه الشركة مع فرانس تيليكوم في 1 يناير 2006. وبعد 1 يونيو 2006، أُتيح لـ أورانج بزنس سيرفسيس (بالإنجليزية Orange Business Services) استغلال عروض ترانسباك التجارية وقد توقفت هذه الأخيرة عن استغلال شبكة حزمة بروتوكولات X25 في يونيو 2012 نظرا لاشتداد منافسة الانترنت الذي يوفر خدمات مماثلة ولكنها أسهل من حيث التشغيل.